# Jutta Ströter-Bender

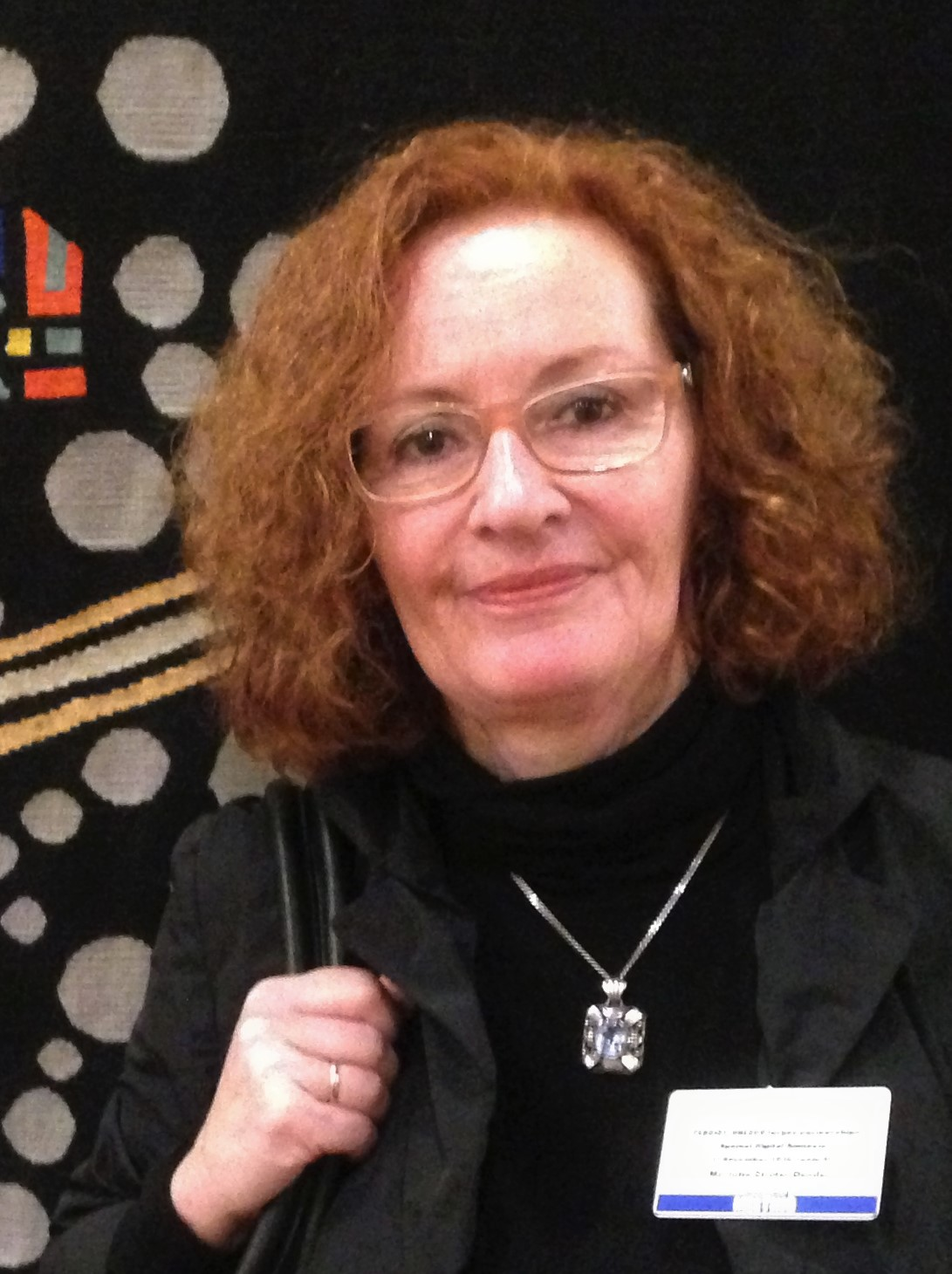
Jutta Ströter-Bender. Foto: Sabrina Zimmermann, 2013.

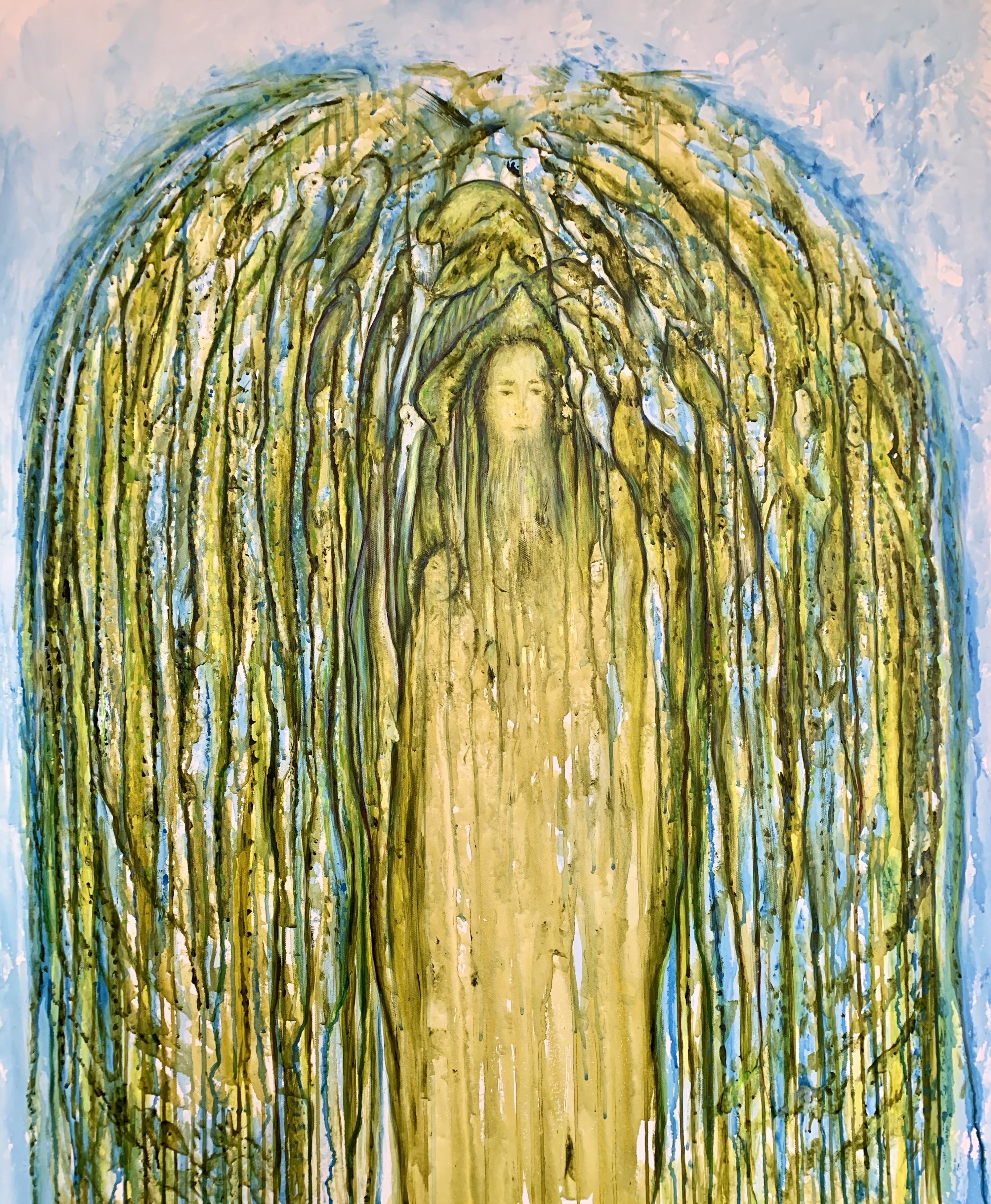
Baumwesen. Gemälde und Foto: Jutta Ströter-Bender, 2020.

Jutta Ströter-Bender (* 4. März 1953 in Frankfurt am Main) ist eine deutsche Kunstpädagogin, Künstlerin und emeritierte Professorin für Kunst und ihre Didaktik an der Universität Paderborn.

## Leben und Wirken
Ströter-Bender studierte von 1972 bis 1978 Kunstpädagogik, Geschichte und Pädagogik (der Dritten Welt) an der Universität in Frankfurt am Main.
1981 wurde sie nach einem DAAD-Studienaufenthalt am Institut Fondamental d’Afrique Noire (IFAN) in Dakar (Senegal) an der Universität Frankfurt bei Ernest Jouhy mit einer Arbeit über das Thema Zur Umstrukturierung kolonialer Kulturinstitutionen. Probleme und Perspektiven der Museen in Senegal promoviert.
Von 1981 bis 2000 arbeitete sie als freie Künstlerin (Malerei), Kunstpädagogin, Wissenschaftlerin und Dozentin. Wichtige Stationen waren neben einer wissenschaftlichen Tätigkeit in Bayreuth die Leitung der Kunstschule, das Atelier am Kirchplatz 7 (1983–1987), die journalistische Begleitung der Ausstellungen des Iwalewa-Hauses der Universität Bayreuth (1983–1987), eine Dozentinnentätigkeit im Fach Kunstpädagogik der Universität Frankfurt am Main (1991–2000) und eine Vertretungsprofessur für Kunstdidaktik im Fachbereich Kunst der Universität Mainz (1994–1995). Von 2000 bis 2019 war sie Professorin für Kunst (Malerei und ihre Didaktik) an der Universität Paderborn.
Forschungsthemen Ströter-Benders sind die Kunstpädagogik, Interkulturalität, die koloniale Geschichte der Kunstpädagogik sowie spirituelle Kontexte der christlichen Kunst und künstlerischen Strategien in der Malerei. Aktuell widmet sie sich im Besonderen der Erforschung von Friedensmotiven in der Kunst (Heritage for Peace) und von historischen Kinder- und Jugendzeichnungen in einem internationalen Verbund von Kinderzeichnungsarchiven. Schwerpunkte ihrer aktuellen Forschungen sind hier die Provenienzforschung und Kinderzeichnungen aus dem 19. und 20. Jahrhundert. In Meisenheim am Glan hat sie das Child Art Archive aufgebaut.

### Welterbepädagogik und Weltdokumentenerbe
Gemeinsam mit Hermann Schefers dem Leiter der UNESCO-Welterbestätte Kloster Lorsch initiierte Ströter-Bender im Jahr 2008 die Entwicklung der so genannten World Heritage Education, auch "Welterbepädagogik" genannt. Mit Peter Dippon von der ISM Hochschule Stuttgart und Claudia Schwarz aus dem Vorstand der UNESCO-Welterbestätten Deutschland e. V. leitete sie von 2009 bis 2021 den universitären Arbeitskreis „World Heritage Education“.
Ihr zentrales Lehr- und Forschungsprojekt „UNESCO-Welterbestätten in der Kulturvermittlung“ untersucht seit 2001 grundlegende Fragestellungen in der Ästhetischen Vermittlung des Welterbes und unterstützt die Etablierung einer europäisch orientierten Welterbepädagogik. Es beinhaltet direkte Verbindungen zur pädagogischen Praxis in Schulen, zur Deutschen UNESCO-Kommission und zu museumspädagogischen Zentren von Welterbestätten, so unter anderem dem Kloster Lorsch, den Schlössern Augustusburg und Falkenlust in Brühl, der Zeche Zollverein in Essen, der Museumsinsel in Berlin, dem Erzbergwerk Rammelsberg in Goslar und dem UNESCO-Naturerbe Kellerwald sowie der Grube Messel. Es besteht eine langjährige Forschungskooperation mit dem Schloss Corvey, Höxter. Wesentliche Elemente bilden dabei die Entwicklung von Museumskoffern, neue Konzepte zum E-Learning und Unterrichtsmaterialien. Seit 2015 gehören dazu ebenso Bildungsprojekte für die Vermittlung des UNESCO-Weltdokumentenerbes.

### Historische Kinderzeichnungsforschung
Kinder- und Jugendzeichnungen haben im Laufe des 20. Jahrhunderts in authentischer Weise und in unmittelbarer Bildsprache die gesellschaftlichen Umbrüche, den dramatischen Wandel vieler Gesellschaften, Krieg, Leid und Vertreibung wie aber auch die unbeschwerten Momente der Kindheit, Sehnsüchte und Friedensgefühle aus den Perspektiven von Heranwachsenden formuliert.
Als historische Dokumente und Quellen verweisen somit Kinder- und Jugendzeichnungen nicht nur auf individuelle Erfahrungen, sondern auch auf den jeweiligen Zeitgeist, auf Weltbilder, Indoktrinationen und Vorstellungen – sowie auf die wechselvolle Geschichte der Lehrpläne und ihrer Inhalte in der Geschichte der Bildungssysteme vor allem auch der Schule.
Dem Engagement von Erziehungsberechtigten, Lehrern und Betreuenden ist es zumeist zu verdanken, dass zahlreiche Kinder- und Jugendzeichnungen in gesellschaftlichen Krisen und Kriegssituationen als wertvolle Dokumente erachtet, bewahrt und oft unter schwierigen Umständen der Nachwelt überliefert wurden. In verschiedenen Forschungszweigen wurde inzwischen die Dimensionen der bestehenden Bestände von historischen Kinder- und Jugendzeichnungen in den weltweit verstreuten Archiven als ein bedeutendes wie schützenswertes Kulturgut erkannt, das in seiner Vielfalt die Sehweisen ganzer Generationen und der damit verbundenen gesellschaftlichen Entwicklungen widerspiegelt. Diese Sammlungen und Forschungen von historischen Kinderzeichnungen widmen sich ebenso authentischen wie bedeutenden Dokumenten ästhetischen Gestaltens und Schreibens vor der Digitalisierung (bis in die Jahre 1995 hinein) und denen mit ihr einhergehenden gravierenden Veränderungen auf die Kindheit. Für eine zukünftige Bildungsarbeit und für interdisziplinäre Forschungen sind diese Bestände von hoher Relevanz.
Sammlungen von historischen Kinder- und Jugendzeichnungen aus den verschiedenen Abschnitten des 19. und 20. Jahrhunderts finden sich nur partiell erfasst in Beständen von Schulmuseen, historischen Museen, staatlichen Archiven, Universitätssammlungen, Bibliotheken oder privaten Kollektionen. Allerdings sind diese Konvolute nicht in den Kunstmarkt oder in die Forschungsbereiche der Kunstgeschichte integriert. Die Entstehungsgeschichte der Sammlungen und die Provenienzen der Kinder- und Jugendzeichnungen ist kultur- wie bildungspolitisch äußerst vielfältig und beginnt partiell schon im frühen 20. Jahrhundert.
Die Forschung von Ströter-Bender in Kooperation mit Prof. Dr. Kunibert Bering von der Kunstakademie Düsseldorf widmet sich somit einem Forschungsdesiderat. Daher gründeten sie 2017 IRAND. International Research and Archives Network Historical Children’s and Youth Drawings. Im November 2017 fand in diesem Rahmen die internationale Tagung „Childhood in Danger“ – Zeichnungen von Kindern und Jugendlichen des 20. Jahrhunderts als Kooperationsprojekt der Universität Paderborn und der Kunstakademie Düsseldorf statt. Langfristig strebt das Netzwerk an, eine Aufnahme von repräsentativen Werken in das UNESCO-Weltdokumentenerbe initiieren. 2020 wurde der Archivverbund aufgenommen als: Cooperating Institution of the UNESCO Memory of the World Sub-Committee on Education and Research (SCEaR). International Advisory Committee (IAC).

### Letter-ART Projekt
Das Konzept des Letter-ART Projektes "Remember 1914–1918. Kunst. Krieg. Frieden" ist das Gedenken von Kindern, Jugendlichen und jungen Erwachsenen an den Ersten Weltkrieg in Form von Kunst und kreativen Kommentaren auf Briefumschlägen. Es ist eine Erinnerung an die traditionelle Kunst des Briefeschreibens, aber ebenso an die Feldpostkarten und die Einzugs- oder Todesbenachrichtigungen von Behörden. Diese waren fester Bestandteil des sozialen Lebens im Ersten Weltkrieg. Ebenso inspiriert haben die Friedensbriefe jener Epoche, so die der Bildhauerin Käthe Kollwitz oder die des Worpsweder Künstlers Heinrich Vogeler.
Das Letter-ART Projekt steht unter der Schirmherrschaft der Deutschen UNESCO-Kommission. Es kooperiert mit den UNESCO-Projektschulen, dem Volksbund Deutsche Kriegsgräberfürsorge e.V. und dem UNESCO Memory of the World-Programm (Weltdokumentenerbe). Das Projekt will Impulse zum Nachdenken über die Folgen von Kriegen vermitteln. Es versteht sich auch als ein Beitrag zur Unterstützung der Friedensgedanken der UNESCO. Seit Frühjahr 2014 wurden die Letter-ART Werke in UNESCO-Welterbestätten, im Friedenspark Rshew in Russland, der Marienkirche in Bonn, dem Schloss Corvey und der Fachhochschule in Kiel und der Universität Paderborn ausgestellt. Mehr als 1000 Letter-ART Arbeiten wurden im Sommer 2017 an der Gedenkstätte zum Ersten Weltkrieg, dem Mémorial in Sainte Anne d´Auray, Frankreich (Morbihan) gezeigt.

### Künstlerische Arbeit
Zwischen 1975 und 1983 widmete sich Ströter-Bender in ihrer Malerei schwerpunktmäßig feministischen Frauenportraits. Ab 1983 konzentrierte sie ihre Themen zunehmend auf christliche Spiritualität und das Thema Engel. Fotografien und Gemälde der Heilpflanze Angelica folgten in den neunziger Jahren. Seit 2000 stellt sie Fotografien zu Themen des kulturellen Erbes aus. Seit 2017 widmet sie sich der Darstellung von Naturwesen.
Ausstellungen
- 2023: Fotografien von Naturwesen. Gruppenausstellung im Rahmen des Kultursommers Rheinland-Pfalz. Becherbach
- 2022: Die Wege der Elfen. Fotografien von Naturwesen. NAHE DER NATUR. Mitmach-Museum für Naturschutz. Staudernheim
- 2013: Antiquariat Mephisto. Fotografien. Universitätsbibliothek Paderborn
- 2006: Die Tapeten von Schloss Corvey. Fotografien. Schloss Corvey
- 2005: „Engel und Engelwurz“, die Angelica-Pflanze, Fotografien und Malerei, Kloster Dalheim, Lichtenau
- 2004: „The African Music Archive“, Fotografien, Goethe-Institut, Nairobi, Kenia
- 2001: Installation eines Gedächtnisraumes. Katharinen-Kirche. Frankfurt am Main (mit dem Komponisten Alfred Stenger)
- 1998: Musikbibliothek der Stadt Wiesbaden
- 1993: Galerie Önal. Frankfurt am Main
- 1985: Kloster Arnstein
- 1984: Zeughaus Augsburg. Verein für Frauenkultur. München
- 1983: Kunstverein Bayreuth (mit Georg Döppmann)
- 1976: Kunstakademie Alexandria. Ägypten

## Auszeichnungen
- 2012: Auszeichnung durch das Land NRW für die Bestleistung „Museumskoffer als Botschaftermedium der UNESCO-Welterben“
- 2007: Wettbewerb des Bundesministeriums für Forschung und Bildung im Europäischen Jahr der Geisteswissenschaften „Geist begeistert“, Siegerprojekt „Museumskoffer für das Anna Amalia Jahr 2007“
- 2002: Forschungspreis der Universität Paderborn für das Lehr- und Forschungsprojekt „UNESCO-Welterbestätten in der Kulturvermittlung“

Quelle:

## Mitgliedschaften
- Corresponding Member (UNESCO Memory of the World Programme)[11]
- Archiv Netzwerk zu historischen Kinderzeichnungen[12]
- Interdisziplinärer Arbeitskreis "World Heritage Education"
- Assoziation als Corresponding Member (im Rahmen des Netzwerkes Cooperating Institutions and Corresponding Members) im Ausschuss „Education and Research“ des UNESCO Memory of the World-Programms[13]
- Koordinatorin (mit Kunibert Bering) des Forschungsverbundes 'International Research and Archives Network for Historical Children’s and Youth Drawings'(IRAND)

## Schriften (Auswahl)
- Jacob und Wilhelm Grimm. Kindheits- und Jugendzeichnungen (1791 - 1803). Eine erste Erschließung ausgewählter Werke mit biographischen Hinweisen. Irand Series. Band II. E-Book. Epubli, 2022, ISBN 9783756553990.
- Der Malwettbewerb Circus Krone, 1958 – Ein kulturelles Erbe der Nachkriegsgeneration. Mit Gastbeiträgen von Kunibert Bering; Larissa Eikermann; Iris Kolhoff-Kahl;  Sabine Weichel-Kickert (= Kontext: Kunst. Vermittlung. Kulturelle Bildung. Band 34). Tectum Wissenschaftsverlag, Baden-Baden. 1. Edition. 152 Seiten. 2022.
- Irand: Helping to preserve children’s and youth drawings of the 20th century. 2020 (researchoutreach.org).
- JENSEITS. Sternenwege. Himmelsland. Der Mystiker Jakob Lorber (1800–1864). E-Book. Epubli, 2020, ISBN 978-3-7531-3500-7.
- Historische und aktuelle Kinderzeichnungen. Eine Forschungswerkstatt. Gemeinsam mit Annette Wiegelmann-Bals (Hg.). KONTEXT: Kunst. Vermittlung. Kulturelle Bildung, Band 15. Marburg: Tectum Verlag. 2017
- Museumskoffer, Ideen- und Materialkisten. Projekte für die Primar- und Sekundarstufe und die Museumspädagogik. KONTEXT: Kunst. Vermittlung. Kulturelle Bildung, Band 2. Marburg: Tectum Verlag. 2009.
- Tapeten – Kunst – Wandgestaltung. Projekte für die Wand im Kunstunterricht der Sekundarstufen. KONTEXT: Kunst. Vermittlung. Kulturelle Bildung, Band 1. Marburg: Tectum Verlag. 2009
- Paula Modersohn-Becker, Auf den Spuren einer großen Malerin. Primarstufe. Donauwörth 2007.
- Claude Monet im Kunstunterricht. Kreative Ideen für die Primarstufe. Donauwörth. 2006:
- Lebensräume von Kunst und Wissen. Welterbestätten der UNESCO in NRW. Unterrichtsmaterialien für die Sekundarstufen. Paderborn 2004.
- Liebesgöttinnen. Von der Grossen Mutter zum Hollywoodstar. Köln: DuMont 1994
- Die Muttergottes. Das Marienbild in der christlichen Kunst. Symbolik und Spiritualität. Köln: DuMont.1992
- Zeitgenössische Kunst der „Dritten Welt“. Köln: DuMont. 1991
- Heilige. Reihe Symbole. Kreuz Verlag, Stuttgart. 1990
- Engel. Reihe Symbole. Kreuz Verlag, Stuttgart. 1988.
- Zur Umstrukturierung kolonialer Kulturinstitutionen. Probleme und Perspektiven der Museen in Senegal. Diss. Bremer Afrika Archiv. Band 18. Übersee-Museum, Bremen 1984

Ströter-Bender veröffentlichte zahlreiche Aufsätze in Fachzeitschriften u. a. zur Kunstpädagogik, und -didaktik. Sie ist Herausgeberin der Buchreihe Kontext: Kunst. Vermittlung. Kulturelle Bildung. im Tectum Verlag, Baden-Baden (19 Bände seit 2009) und der Online-Zeitschrift World Heritage Education der Universität Paderborn (14 Ausgaben seit 2009).